# Кравченко, Сергей Дмитриевич
Серге́й Дми́триевич Кра́вченко (укр. Сергій Дмитрович Кравченко; 7 октября 1956, Ворошилов, Приморский край, РСФСР, СССР) — советский футболист и украинский тренер, обладатель Кубка СССР (1980), мастер спорта СССР (1982).

## Футбольная биография

### Карьера игрока
Футболом начинал заниматься в Донецке в футбольной школе «Шахтёра», где его тренером был Евгений Иванович Шейк. После одного из опозданий Шеёк отчислил Кравченко из спортшколы. Кравченко продолжил заниматься самостоятельно, играя за различные школьные команды. После окончания школы поступил в Донецкий политехнический институт, где стал выступать за студенческую команду, которую тренировал бывший футболист донецкого «Шахтёра», заслуженный тренер УССР Евгений Шпинёв. Позже, ещё один известный в прошлом донецкий футболист Виталий Савельев, тренировавший команду «Донецкшахтострой» игравшую на первенство области, пригласил в свой коллектив.
Вскоре Кравченко приметили тренеры главной команды региона — донецкого «Шахтёра». Но сезон 1978 года он провёл в другом «Шахтёре», горловском и лишь в следующем году перешёл в донецкий клуб высшей лиги, где сезон 1979 года отыграл за дублирующий состав. В 1980 году Кравченко дебютировал за «Шахтёр» в высшей лиге чемпионата СССР в домашнем поединке второго тура с «Торпедо» Москва (2:0). Уже в следующем матче забил первый гол, в гостевом поединке против ЦСКА, в конце первого тайма поразив ворота Владимира Астаповского. В том же году «Шахтёр» стал обладателем Кубка СССР, обыграв в решающем матче тбилисских динамовцев. Принял участие в финальном матче и Кравченко, сменив в конце поединка Михаила Соколовского. Новый сезон начался матчем за Кубок сезона, проходившем на стадионе «Локомотив» в Симферополе, в котором «Шахтёр» встречался с чемпионом 1980 года, киевским «Динамо». По ходу встречи горняки проигрывали 1:0, но во втором тайме Сергей Кравченко сравнял счёт. Судьбу трофея решали послематчевые пенальти, в пробитии которых взял участие и Кравченко, реализовав свой подход. Но неудачный удар Старухина решил исход поединка в пользу киевлян. В сентябре 1981 года, перед домашним матчем против тбилисских динамовцев, закончивший к тому времени игровую карьеру легендарный форвард «Шахтёра» Виталий Старухин, вручил Кравченко свою футболку с девятым номером. Поединок этот горняки выиграли со счётом 4:1, а нападающий отличился своим первым хет-триком. В чемпионате Кравченко уже стабильно входил в основную обойму донецкой команды, забив за сезон 11 мячей.
В начале 1983 года для Кравченко пришло время службы в армии, на него претендовали армейские команды Киева и Москвы, но в итоге Кравченко оказался в ростовском СКА, который сезоном ранее выиграл Кубок СССР, но в чемпионате сыграл неудачно и опустился в первую лигу. В ростовской команде играл в паре с известным форвардом Сергеем Андреевым. В начале 1982 года Кравченко вошёл в расширенный список кандидатов в сборную СССР, которая готовилась к чемпионату мира в Испании, но в мае получил травму. В следующем сезоне армейцы заняли второе место в перволиговом турнире и получили право снова выступать в элитном дивизионе. Но по окончании сезона Кравченко не стал продлевать соглашение с ростовчанами, вернувшись на Украину, где сыграв несколько матчей за второлиговый «Стахановец», снова был зачислен в донецкий «Шахтёр».
Вернувшись в донецкую команду, Кравченко принял участие в двух матчах за Кубок кубков, дебютировав в турнире 7 марта 1984 года в гостевом поединке с «Порту» (2:3), сыграв на позиции опорного полузащитника. В июне Кравченко участвовал в матчах за Кубок Сезона против «Днепра», по итогам которых стал обладателем трофея. В последующие два сезона «Шахтёр» дважды пробивался в финал Кубка СССР, но оба раза уступал соперникам, сначала в 1985 году киевским динамовцам, а годом позже — «Торпедо». 11 апреля 1986 года «Шахтёр» играл с киевским «Динамо» в борьбе за Суперкубок СССР. Основное время матча закончилось вничью 1:1, а в дополнительное Кравченко вывел горняков вперёд, но уже через минуту киевлянин Вадим Евтушенко снова сравнял счёт. Послематчевые пенальти удачнее исполнили динамовцы, ставшие обладателями трофея. Вскоре возглавлявший команду Олег Базилевич начал резкое омоложение состава команды, и по окончании сезона 1986 года 30-летний Кравченко покинул клуб.
Сезон 1987 года провёл в горловском «Шахтёре», откуда осенью отправился в Тюмень, где играл за «Геолог». В 1988 году команда неплохо выступала в первой лиге, не раз отбирая очки у лидеров турнира. Так, в домашнем матче против ЦСКА тюменцы одержали победу 2:1, а решающий гол за две минуты до конца встречи забил Кравченко. По окончании первенства, Кравченко возвратился на Украину, где следующий сезон начал в составе запорожского «Металлурга», а в мае перешёл в никопольский «Колос», где играл до конца года. В 1990—1991 годах выступал за «Кремень» и «Прометей» (Шахтёрск). После распада СССР уехал в Словакию, где играл два с половиной года. Вернувшись домой, играл в любительских коллективах «Шахтёр» (Снежное) и «Шахта Лидовка».

### Карьера тренера
В сезоне 1997/98 был главным тренером выступавшей во второй лиге команды «Металлург-2» (Донецк). Позже некоторое время был в штабе главного тренера донецкого «Металлурга» Владимира Онищенко. В 1999—2000 годах — тренер школы интерната донецкого «Шахтёра». В 2000—2005 годах работал в российском клубе СКА (Хабаровск) на должности тренера-селекционера.

## Семья
Жена Ольга, кандидат в мастера спорта по лёгкой атлетике (бег на 400 метров). Старший сын Андрей, мастер спорта Украины по автоспорту, чемпион СНГ по дрэг-рейсингу. Младший сын Сергей — футболист, выступал за национальную сборную Украины.

## Достижения
- Обладатель Кубка СССР: 1980
- Обладатель Кубка Сезона: 1984
- Финалист Кубка СССР: 1984/85, 1985/86